# Philodendron wullschlaegelii
Philodendron wullschlaegelii är en kallaväxtart som beskrevs av Heinrich Wilhelm Schott. Philodendron wullschlaegelii ingår i släktet Philodendron och familjen kallaväxter. Inga underarter finns listade.